# Lothar Tarelkin
Lothar Tarelkin (* 1949 oder 1950 in der Prignitz) ist ein deutscher Schauspieler, Regisseur, Autor und Hörspielsprecher.

## Leben
Nach der Mitwirkung als Schauspieler in 15 Stücken, Anfang der 1970er-Jahre am Berliner Theater der Freundschaft, war Lothar Tarelkin von 1977 bis 1985 am Kabarett-Theater Distel in Berlin engagiert. Hier übernahm er ab 1984 zusätzlich eine Rolle in den Kinderrevuen des Berliner Friedrichstadt-Palastes, wobei er auch seine Ehefrau kennenlernte. Nach der Wende und friedlichen Revolution in der DDR entwarf und schrieb er Stücke für die Bühne und führte Regie. Neben seinen Theaterarbeiten war er auch für den Film und das Fernsehen vor der Kamera tätig. Für den Rundfunk und das DDR-Plattenlabel Litera wirkte er als Hörspielsprecher.
Lothar Tarelkin ist verheiratet und wohnt mit seiner Frau Christina (Tinka), der heutigen Direktorin des Jungen Ensembles im Friedrichstadt-Palast, in Wolfsruh auf einem Vierseithof.

## Filmografie
- 1970: Mein lieber Robinson
- 1974: Das Wunschkind
- 1975: Bankett für Achilles
- 1976: Nelken in Aspik
- 1977: Die zertanzten Schuhe
- 1977: Trampen nach Norden
- 1978: Amor holt sich nasse Füße (Fernsehfilm)
- 1979: P.S.
- 1981: Jockei Monika (Fernsehserie, 3 Episoden)
- 1981: Ein Engel im Taxi (Fernseh-Dreiteiler, 1 Episode)
- 1983: Zille und ick
- 1984: Der Lude
- 1987: Kindheit

## Theater

### Schauspieler
- 1971: Jewgeni Schwarz: Zar Wasserwirbel (Wanja) – Regie: Horst Hawemann (Theater der Freundschaft Berlin)
- 1974: Gyula Illyés: Der Bejubelte (Reaktionär) – Regie: Mirjana Erceg (Theater der Freundschaft Berlin)
- 1974: Brüder Grimm: Sechse kommen durch die ganze Welt (Wächter, Fähnrich, Henker) – Regie: Mirjana Erceg (Theater der Freundschaft Berlin)
- 1975: Jewgeni Schwarz nach Hans Christian Andersen: Die Schneekönigin (Prinz Klaus) – Regie: Heiner Möbius (Theater der Freundschaft Berlin)
- 1975: Elfriede Brüning: Hochverrat (Alexej) – Regie: Horst Hawemann  (Theater der Freundschaft Berlin)
- 1977: Autorenkollektiv: Knigge 77 – Pardon, wir kritisieren – Regie: Edgar Külow (Kabarett-Theater Distel Berlin)
- 1977: Erich Köhler: Das kleine Gespenst (Heimkind) – Regie: Wolfgang Engel (Theater der Freundschaft Berlin)
- 1978: Autorenkollektiv: Hurra ist eingeplant – Regie: Edgar Külow (Kabarett-Theater Distel Berlin)
- 1979: Autorenkollektiv: Berlin – Weltstadt mit Theater – Regie: Otto Stark (Kabarett-Theater Distel Berlin)
- 1980: Autorenkollektiv: Liebe und Hiebe – Regie: Otto Stark (Kabarett-Theater Distel Berlin)
- 1981: Autorenkollektiv: Wir haben noch Reserven – Regie: Winfried Freudenreich (Kabarett-Theater Distel Berlin)
- 1982: Omar Saavedra Santis: Amapola (Leutnant) – Regie: Helmut Straßburger/Ernstgeorg Hering/Eberhard Kube (Volksbühne Berlin)
- 1983: Autorenkollektiv: Das ist bei so Sitte – Regie: Winfried Freudenreich (Kabarett-Theater Distel Berlin)
- 1984: Autorenkollektiv: Das ist schon nicht mehr feierlich – Regie: Otto Stark (Kabarett-Theater Distel Berlin)
- 1984: Monika Ehrhardt: Kinderrevue Der Wasserkristall (Benjamin) – Regie: Volkmar Neumann (Friedrichstadt-Palast Berlin)
- 1984: Jura Soyfer: Verdrängte Jahre – Regie: Otto Stark (Kabarett-Theater Distel Berlin)
- 1985: Autorenkollektiv: Wir leisten uns was – Regie: Wolfgang E. Struck (Kabarett-Theater Distel Berlin)
- 1985: Monika Ehrhardt: Kinderrevue Der Regenbogen (Benjamin) – Regie: Volkmar Neumann (Friedrichstadt-Palast Berlin)
- 1986: Monika Ehrhardt: Kinderrevue Die Sonne (Benjamin) – Regie: Volkmar Neumann (Friedrichstadt-Palast Berlin)

### Regisseur
- 2000: Lothar Tarelkin: Memento mori – Georg F. Händel Musical (Steintor-Varieté Halle (Saale))
- 2001: Ramona Köpsch: Frau Heinzelmann wird 50 (Theater Magdeburg)
- 2001: Kabarettmusical: Die Ich-Generation (Theater Magdeburg)
- 2001: Mathias Wedel: Verzweifeln tut gut (Theater Magdeburg)
- 2012: Lothar Tarelkin: Bennet – das Abenteuer beginnt (Estrel Festival Center Berlin)

## Hörspiele
- 1973: Hans Christian Andersen: Die wilden Schwäne (6. Prinz) – Regie: Edgar Kaufmann/Barbara Plensat (Kinderhörspiel – Litera)
- 1973: Werner Gawande: Die Kuckucksuhr (Tommie) – Regie: Hannelore Solter (Hörspiel – Rundfunk der DDR)
- 1973: Wesselana Manafowa: Der Trabant der Altea (Wladko) – Regie: Albrecht Surkau (Kinderhörspiel – Rundfunk der DDR)
- 1974: Boris Rabkin: Soldatenlied (Mitka) – Regie: Peter Groeger (Hörspiel – Rundfunk der DDR)
- 1975: Rolf Gumlich: Grischale (Jan) – Regie: Barbara Plensat (Hörspiel – Rundfunk der DDR)
- 1975: John Ruganda: Abstieg (Kaidja) – Regie: Helmut Hellstorff (Hörspiel – Rundfunk der DDR)
- 1976: Hans Christian Andersen: Die Nachtigall  – Regie: Horst Liepach (Kinderhörspiel – Rundfunk der DDR)
- 1977: Rainer Lindow: Andreas und der Wagenlenker (Wagenlenker) – Regie: Maritta Hübner (Kinderhörspiel – Rundfunk der DDR)
- 1977: Eduard Mörike: Das Bild des Anderen (Student) – Regie: Horst Liepach (Kinderhörspiel – Rundfunk der DDR)
- 1977: Samuil Marschak: Das Katzenhaus (Biber/Ferkel) – Regie: Jürgen Schmidt (Kinderhörspiel – Litera)
- 1978: Gerhard Vogel: Schafsköpfe (Billy) – Regie: Maritta Hübner (Kinderhörspiel für die Sendung Was ist denn heut‘ bei Findigs los? – Rundfunk der DDR)
- 1978: Gerhard Jäckel: Treppengeflüster (junger Mann) – Regie: Joachim Gürtner (Hörspielreihe: Neumann, zweimal klingeln – Rundfunk der DDR)
- 1978: Brüder Grimm: Der Wolf und die sieben jungen Geißlein (Geißlein) – Regie: Heiner Möbius (Kinderhörspiel – Litera)
- 1979: Barbara Neuhaus: Blümchens Rezepte (Stefan) – Regie: Joachim Gürtner (Hörspielreihe: Neumann, zweimal klingeln – Rundfunk der DDR)
- 1979: Angela Stachowa: Vineta (Baggerfahrer) – Regie: Christa Kowalski (Kinderhörspiel – Rundfunk der DDR)
- 1980: Gerhard Rentzsch: Der Haken – Regie: Barbara Plensat (Hörspiel – Rundfunk der DDR)
- 1980: Ulrich Waldner: Die Streithammel (Pippin) – Regie: Joachim Gürtner (Hörspielreihe: Neumann, zweimal klingeln – Rundfunk der DDR)
- 1980: Volksbuch: Fortunatus’ Glückssäckel oder die Kunst, reich zu sein (Offizier der Leibwache) – Regie: Andreas Scheinert (Hörspiel – Litera)
- 1981: Joachim Priewe: Heinrich Vogeler – Regie: Barbara Plensat (Hörspiel – Rundfunk der DDR)
- 1981: Walter Püschel: Die Flaschenpost (Eddy) – Regie: Maritta Hübner (Kinderhörspiel – Rundfunk der DDR)
- 1981: Peter Brasch: Der Wolf und Rotkäppchen in der Stadt (Klaus) – Regie: Joachim Siebenschuh (Kinderhörspiel – Litera)
- 1982: Holmar Attila Mück: Strafakte eines Kobolds – Regie: Uwe Haacke (Kinderhörspiel – Rundfunk der DDR)
- 1982: Hans Siebe: Der Tote im fünften Stock (Streifenführer) – Regie: Barbara Plensat  (Kriminalhörspiel – Rundfunk der DDR)
- 1983: Lew Ustinow: Der goldene Hund (Hund) – Regie: Uwe Haacke  (Kinderhörspiel – Rundfunk der DDR)
- 1983: Ria Zenker: Da kam ein blöder Affe des Wegs – Regie: Norbert Speer (Kinderhörspiel – Rundfunk der DDR)
- 1984: Klaus G. Zabel: Streckenläufer – Regie: Uwe Haacke  (Kinderhörspiel/Kurzhörspiel – Rundfunk der DDR)
- 1984: Helmut H. Schulz: Poet und Pedant – Regie: Uwe Haacke (Kinderhörspiel, 5. Teil – Rundfunk der DDR)
- 1985: Klaus Mehler: Quadrippel und Quadrappel – Regie: Uwe Haacke (Kinderhörspiel, 2 Teile aus der Reihe Geschichten aus dem Hut – Rundfunk der DDR)
- 1985: Václav Cibulka: Der Golem (Martin) – Regie: Uwe Haacke (Kinderhörspiel – Rundfunk der DDR)
- 1986: Walter Flegel: Paradepferde ziehen nicht – Regie: Walter Niklaus (Hörspiel – Rundfunk der DDR)
- 1986: Hans-Werner Honert: Karriere Uli M. – Regie: Achim Scholz (Hörspiel – Rundfunk der DDR)
- 1987: Mihály Vörösmarty: Csondor und Tünde (Kurrach) – Regie: László Bozó (Hörspiel – Rundfunk der DDR)
- 1987: Katja Oelmann: Ein Russe in Berlin (Bucholz) – Regie: Horst Liepach (Kinderhörspiel/Kurzhörspiel – Rundfunk der DDR)
- 1988: Erich Kästner: Der 35. Mai (Seidelbast) – Regie: Maritta Hübner (Kinderhörspiel – Rundfunk der DDR)
- 1988: Émile Zola: Die Kinder der Maheude  – Regie: Rüdiger Zeige (Kinderhörspiel – Rundfunk der DDR)
- 1989: Wilhelm Busch: Max und Moritz (Lämpel) – Regie: Achim Scholz (Hörspiel – Rundfunk der DDR)
- 1989: Landolf Scherzer/Albert R. Pasch: Der Erste – Regie: Barbara Plensat (Hörspiel – Rundfunk der DDR)
- 1990: Franz von Pocci: Das Eulenschloss (Diener) – Regie: Christa Kowalski (Kinderhörspiel – Rundfunk der DDR)
- 1991: Gabriele Bigott: IWinnie und Ludwig (Kellner) – Regie: Barbara Plensat (Kinderhörspiel – Funkhaus Berlin)
- 1991: Ricarda Bethke: Hundewiese (Pong) – Regie: Peter Groeger (Kinderhörspiel – Funkhaus Berlin)